# Storytime
Storytime – utwór z Imaginaerum, siódmego albumu fińskiego zespołu metalu symfonicznego Nightwish, jak również pierwszy singiel z albumu. Został wydany 9 listopada 2011 roku, dwadzieścia dni przed wydaniem płyty, wraz z teledyskiem. Piosenka miała premierę w Radio Rock, fińskiej stacji radiowej 7 listopada 2011, dwa dni przed jego komercyjną wersją.
Kompozytor i lider Tuomas Holopainen powiedział o Storytime, że to singiel, który całkiem dobrze reprezentuje cały album, i że to daje lepszy obraz albumu niż „Eva” i „Amaranth” jako dwa pierwsze single do albumu Dark Passion Play z 2007 roku.

## Lista utworów
| 1. | Storytime (Radio edit)           | 4:03  |
|    |                                  |       |
| 2. | Storytime (Album version)        | 5:30  |
|    |                                  |       |
| 3. | Storytime (Instrumental version) | 5:28  |
|    |                                  |       |
|    |                                  | 15:01 |
|    |                                  |       |

## Utwór
Utwór został wydany jako pierwszy singiel wraz z teledyskiem, który ukazał się 11 listopada, na początku września 2011 roku. Tydzień później zespół opublikował okładkę Imaginaerum, listę utworów i komentarze na temat każdej piosenki napisanej przez Holopainena, w tym pierwsze wskazówki dotyczące piosenki, sugerując na okres świąt Bożego Narodzenia i odniesień do The Snowman. 26 października pierwsze treści z utworu i wideo zostały wydane w 50-sekundowej zapowiedzi na YouTube.
Singel został wydany jako CD, download i jako wideo na YouTube 9 listopada i dzień później Holopainen umieścił w wideo z YouTube rozmowy na temat filmu i tła utworu. Po zaledwie tygodniu zespół ogłosił, że singiel stanął na czele fińskiej listy przebojów. W dniu 18 listopada słowa piosenki zostały wydane w wideo na YouTube oraz na stronie internetowej zespołu.

## Muzyczna i tekstowa zawartość
Kompozytor i autor tekstu utworu, Tuomas Holopainen powiedział, że "Storytime" jest zainspirowany filmem "The Snowman" z 1982 roku, którego tematem był objęty wcześniej album Oceanborn. Pomysł na muzykę "Storytime" narodził się, gdy Holopainen zastanawiał się, dlaczego nikt nie zrobił remake tego filmu. W zapowiedzi tekstowej wydanej przed wydaniem, Holopainen podsumował piosenkę:
"Jak można by się poczuć o północy lecąc z bałwanem przez najwspanialsze krajobrazy, jak w klasycznym filmie animowanym Yuletide? Sens naszej egzystencji jest tworzony przez opowieści, baśni i wyobraźnię. Są one u podstaw ludzkości".
Te odniesienia  dotyczą kilkunastu klasycznych utworów fikcyjnej wyobraźni, w tym postaci Piotrusia Pana stworzonej przez J.M. Barrie i "Przygód Alicji w Krainie Czarów" Lewisa Carrolla. Tekst również wspomina mityczną Gaia, grecką bogini Ziemi pierwotnej.